# City Morgue

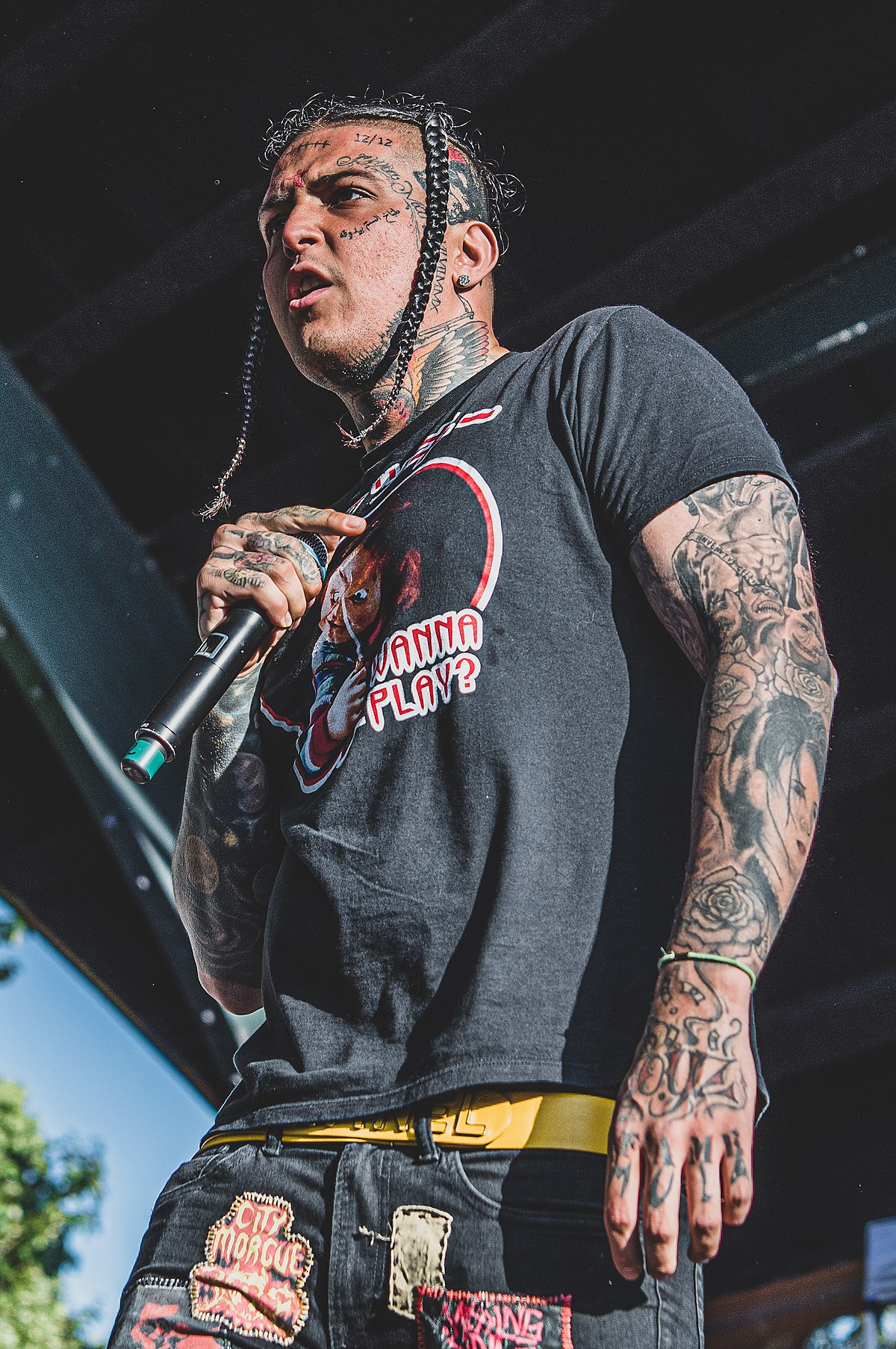
Sosmula (Vinicius Sosa).

City Morgue är en amerikansk rap-duo från New York bestående av Zillakami (Junius Rogers) och Sosmula (Vinicius Sosa). De jobbar tillsammans med producenten Thraxx och började att släppa låtar under 2017, men det var inte förrän slutet av samma år när de släppte låten "Shinners13" som deras karriär började ta fart. Deras genre beskrivs som punk-rap och trap-metal då de har blandat rock/metal med hip-hop.